# Rhino Hi-Five: Collective Soul
Rhino Hi-Five: Collective Soul è il secondo EP dei Collective Soul, pubblicato nel 2005.
Contiene 5 dei singoli di maggior successo della band.

## Tracce
1. December – 4:45
2. Heavy – 2:56
3. Listen – 4:13
4. Precious Declaration – 3:40
5. Shine – 5:07